# Adelaide de Maurienne
Adelaide de Savoia (sau Adelaide de Maurienne) (italiană Adelaide di Savoia sau Adelasia di Moriana, franceză Adélaïde sau Adèle de Maurienne) (1092 – 18 noiembrie 1154) a fost a doua soție însă prima regină consort a regelui Ludovic al VI-lea al Franței.